# Вітулаціо

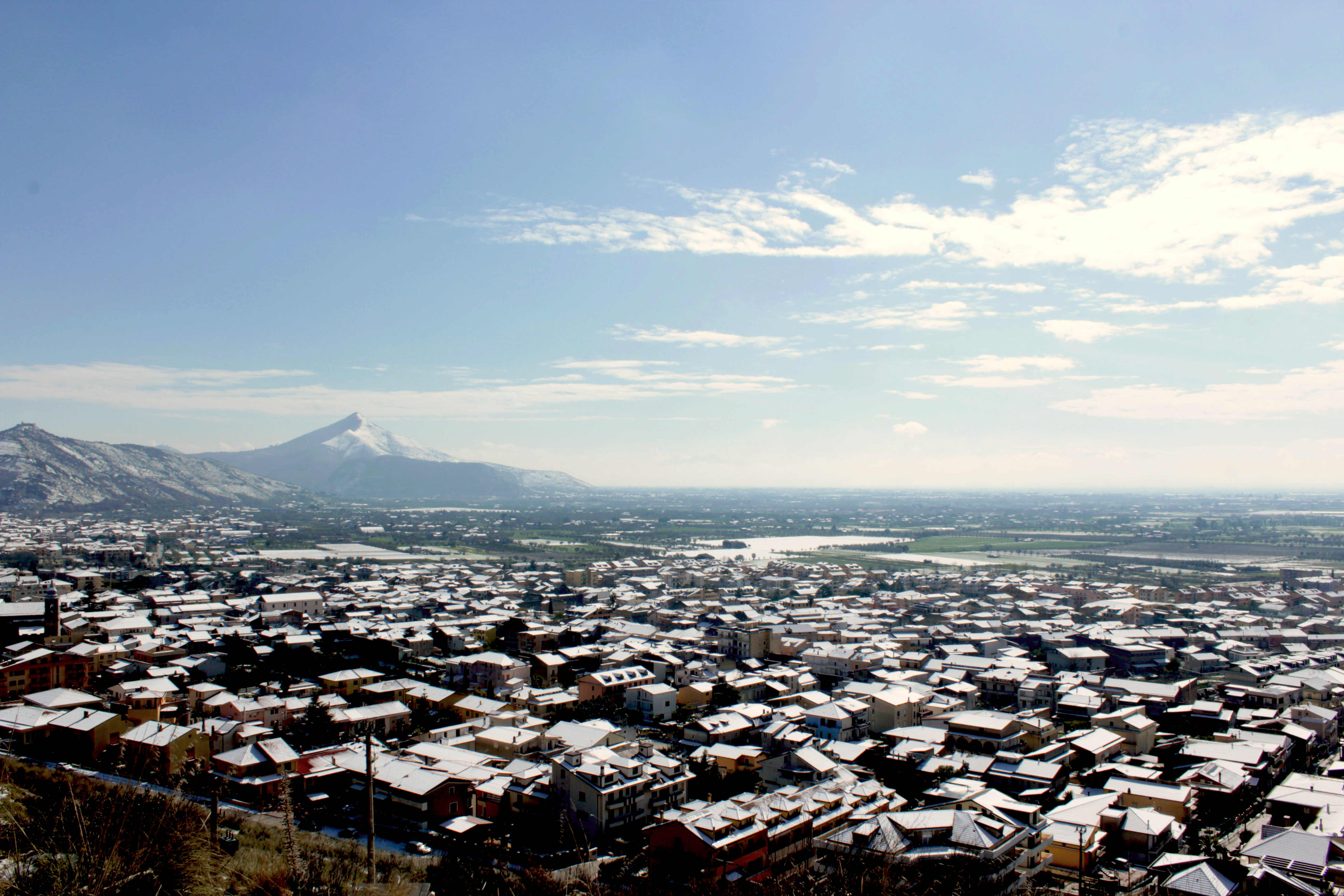
Надзвичайний снігопад 27 лютого 2018 року на місті Вітулаціо (CE)

Вітулаціо (італ. Vitulazio) — муніципалітет в Італії, у регіоні Кампанія,  провінція Казерта.
Вітулаціо розташоване на відстані близько 170 км на південний схід від Рима, 38 км на північ від Неаполя, 15 км на північний захід від Казерти.
Населення — 7361 особа (2014).
Щорічний фестиваль відбувається у неділю перед Великоднем. Покровитель — святий Степан.

## Демографія
Населення за роками:

Станом на 1 січня 2023 року в муніципалітеті офіційно проживало 387 іноземців з 34 країн, серед них 122 громадяни країн Євросоюзу та 38 громадян України.

## Сусідні муніципалітети
- Беллона
- Камільяно
- Капуа
- Граццанізе
- Пасторано